# (16408) 1986 AB
1986 أي بي (ويعرف أيضًا باسم (16408) 1986 أي بي وفق تسمية الكوكب الصغير) (بالإنجليزية: 1986 AB)‏ هو كويكب ضمن حزام الكويكبات؛ وترتيبه 16408 من حيث الاكتشاف.
اكتُشف هذا الجُرم الفلكي بواسطة تاكيشي أوراتا ‏ في 11 يناير 1986.

## وصلات خارجية
- (16408) 1986 AB في قاعدة بيانات مختبر الدفع النفاث لأجرام النظام الشمسي الصغيرة

- الاكتشاف · مخطط المدار ·  العناصر المدارية · المعلمات المادية

- (16408) 1986 AB على موقع ويكي سكاي: DSS2, SDSS, GALEX, IRAS, Hydrogen α, X-Ray, Astrophoto, Sky Map, Articles and images